# Basanistes woskobojnikovi
Basanistes woskobojnikovi is een eenoogkreeftjessoort uit de familie van de Lernaeopodidae. De wetenschappelijke naam van de soort is voor het eerst geldig gepubliceerd in 1936 door Markevich.